# هینو لییس
هینو لییس (Hino Liesse) خودرویی است که از سال ۱۹۹۵ تا کنون تولید شده‌است. 
این خودرو در کلاس مینی‌بوس قرار گرفته و است. سیستم جعبه‌دندهٔ آن ۳ دنده به دو صورت خودکار و دستی است.

## نگارخانه

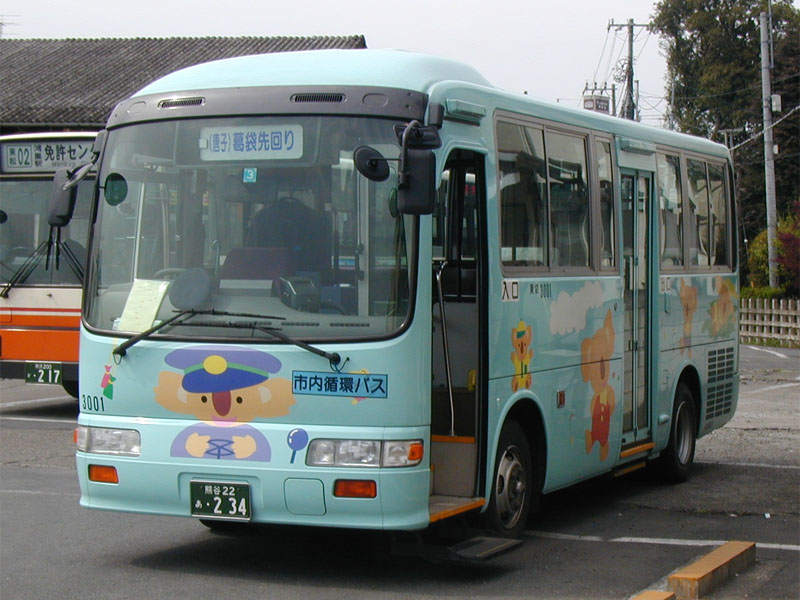
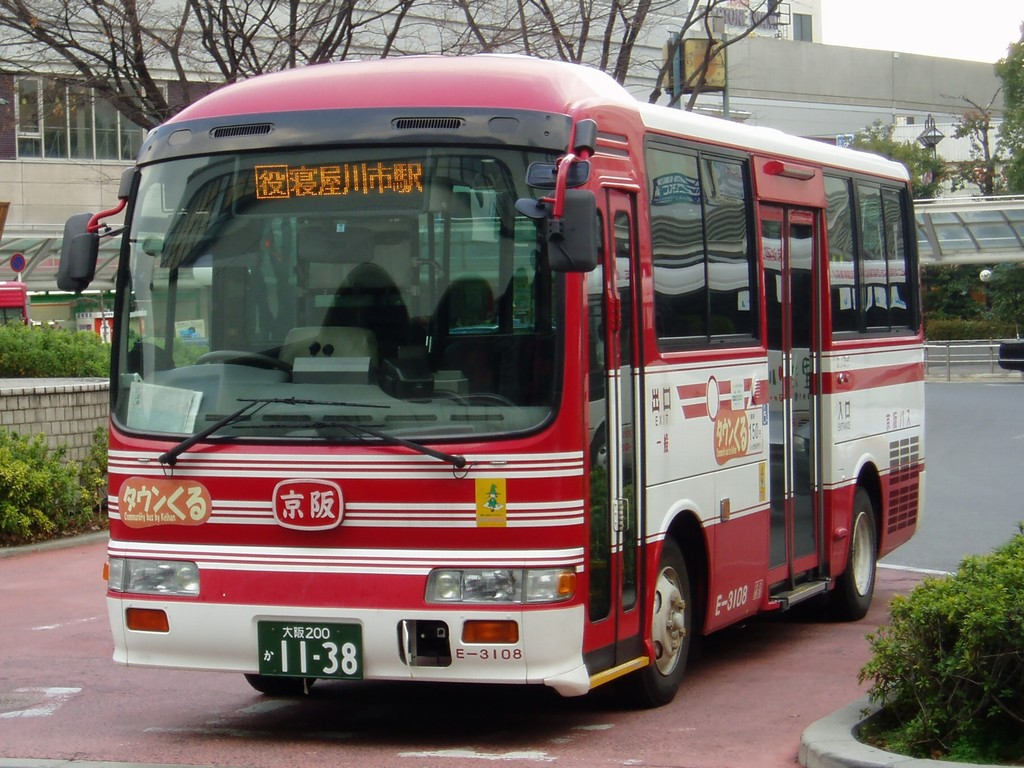
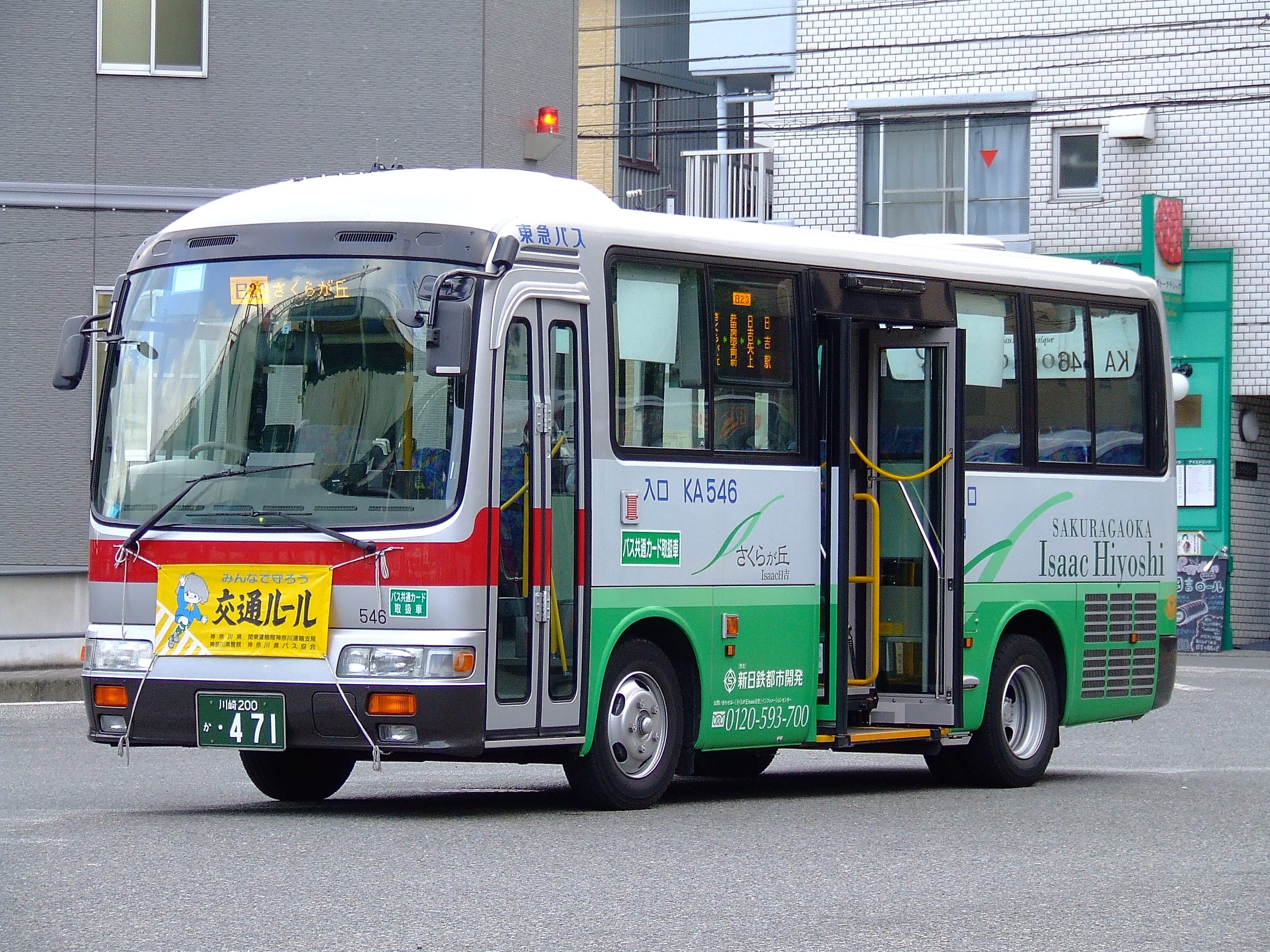